# Maguzaua
Maguzaua (Maguzawa) são os hauçás que ainda aderem a alguns princípios das religiões tradicionais pré-islâmicas de Kano e Katsina, cidades no Norte da Nigéria. A maior parte dos cidadãos são encontrados nas zonas rurais próximas de Kano e Katsina. Eles são conhecidos por terem marcas visuais semelhantes aos primeiros nativos que governaram Kano e Katsina sob a linhagem Kutumbawa. Em termos de cultura, existem apenas duas grandes diferenças entre hauçás muçulmanos e o Maguzaua: a religião e a organização social.

## Sociedade
A agricultura era a principal ocupação dos Maguzauas, enquanto o pastoreio de gado foi deixado aos  
fulas. Durante a estação seca, quando a atividade agrícola é baixa, os homens são envolvidos no tingimento, na metalurgia e na cestaria.
As mulheres Maguzaua eram conhecidas por mostrar uma posição independente na atividade econômica, em contraste com uma cultura harém, importada e presente em muitas outras famílias. Muitas esposas e escravas se dedicam ao comércio e utilizam os seus lucros para comprar roupas para si mesmas e para os seus filhos.
Em termos de uma organização sociopolítica, a maior parte das comunidades Maguzaua são compostas por unidades dispersas e, como os hauçás, são conduzidos por um Sarkin, quem é em grande parte da linhagem fula.
No entanto, comunidades predominante Maguzaua tenham três líderes culturais patrilineares. O Sarkin Noma, que é o chefe da exploração agrícola, o Sarkin Arna, conhecido como o cabeça dos pagãos e o Sarkin Dawa, o chefe do arbusto. Os dois últimos chefes ou Sarkins compartilham o poder igual. O Sarkin Arna normalmente é dado aos melhores bebedores de cerveja na comunidade, enquanto o defunto Sakin Dawa é ao melhor caçador na comunidade.

## Religião
A religião Maguzaua gira em torno de um número infinito de espíritos ou gênios em hauçá. Existem cerca de 3,000 espíritos na religião. No entanto, a dominância do Islão diluída na região tem a original significação dos espíritos como uma imposição islâmica canon.

### Seis grandes espíritos
| Nome                                 | Relacionamentos         | Características                                           | Doença causada por  |
| ------------------------------------ | ----------------------- | --------------------------------------------------------- | ------------------- |
| Sarkin Aljan                         | Marido de May'iyali     | Um espírito negro; rei de todos os espíritos              | Cefaleias           |
| May'iyali "possessor de uma família" | Esposa de Sarkin 'Aljan | Tem um grande pano para transportar crianças              | Não                 |
| Waziri "vizir"                       | Vizir de Sarkin 'Aljan  | Distribui os presentes de Sarkin 'Aljan entre a população | Não                 |
| Babban Maza "grande entre os homens  | Marido de Inna          | Utiliza um pilão                                          | Perda do sentimento |
| Manzo "mensageiro"                   | Filho de Babban Maza    | Um cão peludo que devora sentimentos                      | Perda do sentimento |
| Bagiro                               | Filho de Babban Maza;   | Devora sentimento                                         | Perda do sentimento |